# DB 420 sorozat

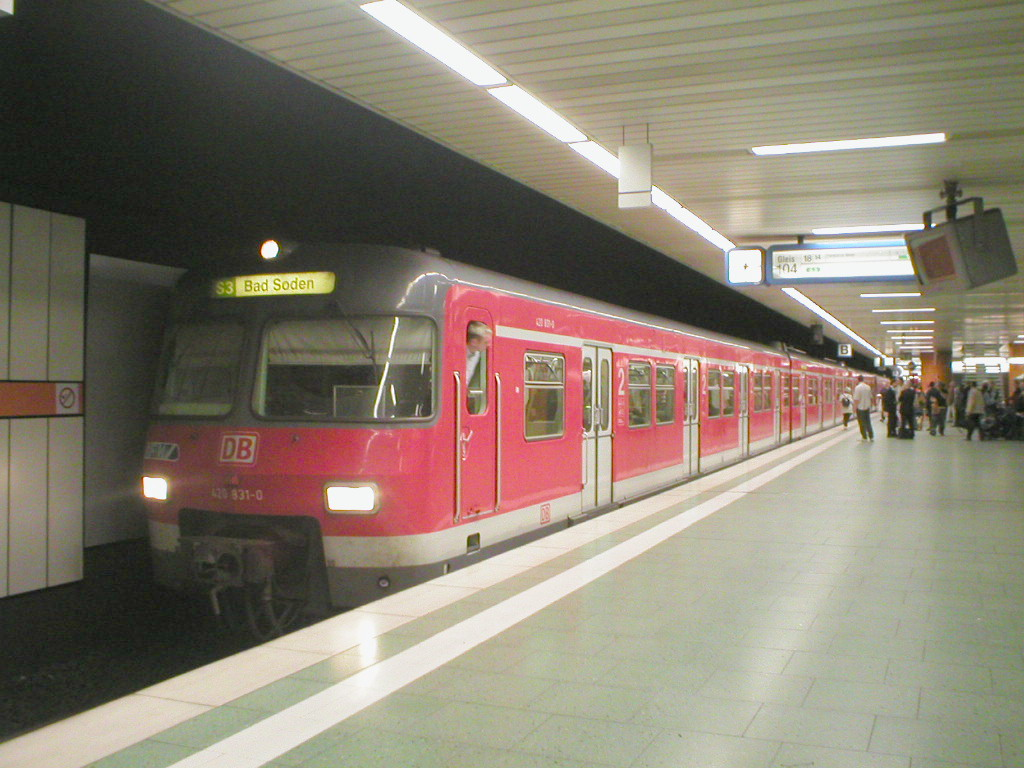
Egy DB 420 az új piros színnel

A DB 420 és DB 421 sorozat egy német villamosmotorvonat-sorozat. Németország több nagyvárosának S-Bahn hálózatán közlekedik.

## Története
A DB 420 sorozatú villamos motorvonatot az S-Bahn üzemre fejlesztették ki. A motorvonatot több sorozatban építették 1971 és 1997 között. Később megváltoztatták a szerkezetet acélról alumíniumra, ez lehetővé tette a tömeg csökkentését, így kisebb lett az önsúlya és nagyobb hasznos terhet volt képes szállítani.
A sorozatot nagyrészt már felváltotta az utóda, a DB 423 sorozat, de néhány egységet elszállítottak Stockholmba és néhányat áthelyeztek a Ruhr-vidéki S-Bahn hálózatra. Svédországban tizenöt egység vett részt a stockholmi elővárosi közlekedésben SL X420 sorozat néven, amíg az új motorvonatok meg nem érkeztek.
A Rajna-Majna körzetben a sorozat sok egysége még mindig használatban van, különösen az S8 és S9 S-Bahn vonalon. Mára a sorozat összes járműve át lett festve a DB jelenlegi színterve szerint.
Az ET 420 Plus projekt keretében Stuttgartban átépítik az összes 420/421-es motorvonatot, melynek során a felújításon túl egyebek között légkondicionálást és utasinformáció-kijelzőket építenek be.
A 420 001 pályaszámú motorvonat eredeti festésben a nürnbergi DB Közlekedési múzeumba került üzemképesen, hogy rendezvények alkalmával közlekedhessen.

## Lásd még
- S-Bahn Frankfurt/Rhein-Main
- Müncheni S-Bahn
- Stuttgarti S-Bahn
- Rhein-Ruhr S-Bahn